# Nobu McCarthy
Pour les articles homonymes, voir MacCarthy.

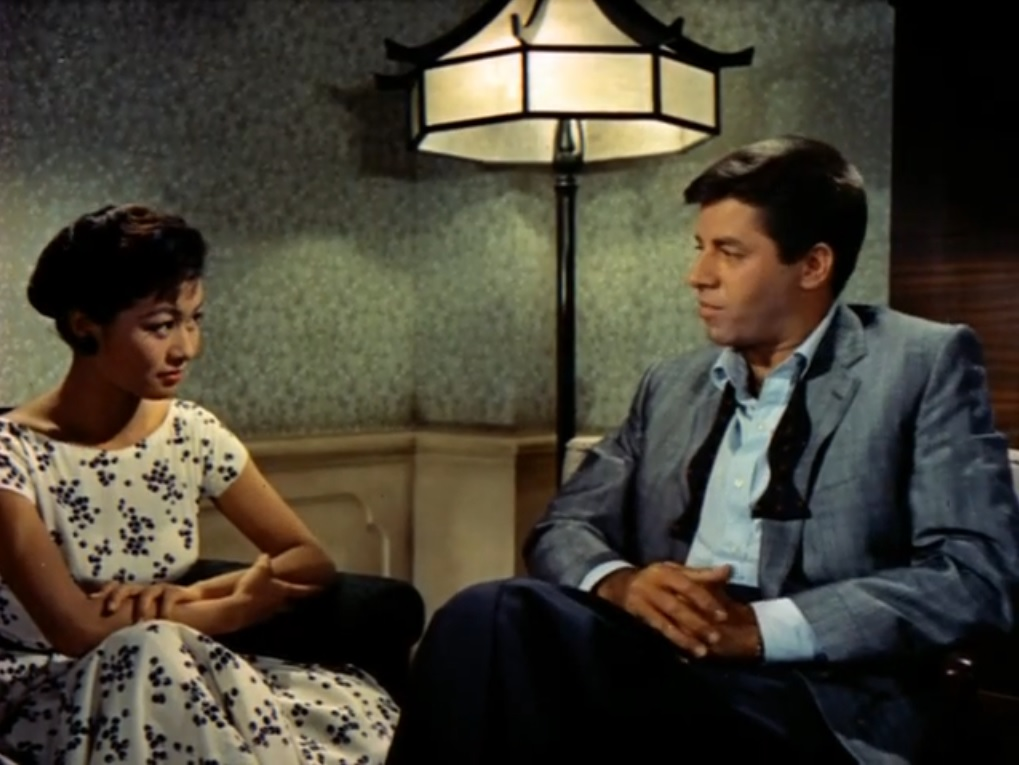
Avec Jerry Lewis, dans Le Kid en kimono (1958)

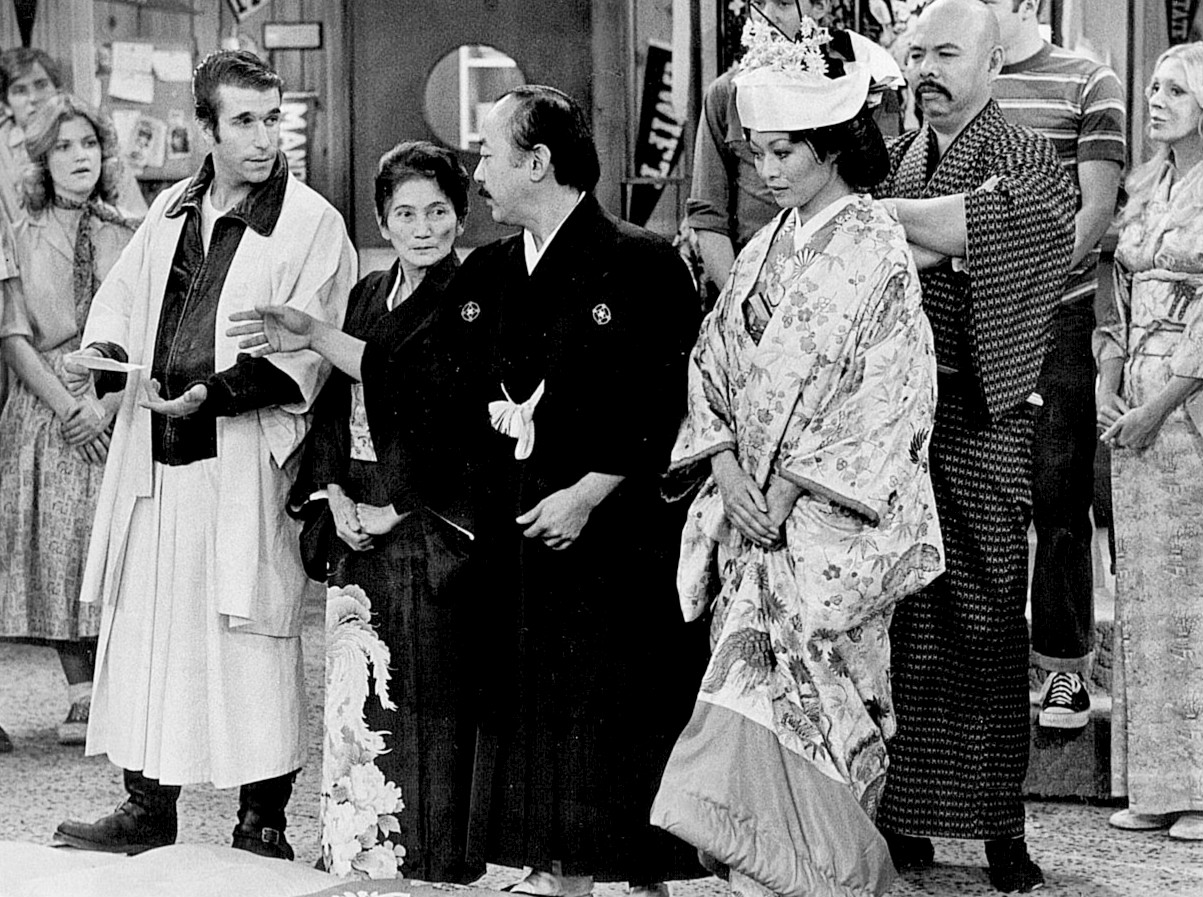
Au premier plan, de g. à d. : Henry Winkler, Kimiko Hiroshige, Pat Morita et Nobu McCarthy, dans la série Happy Days, épisode Le Mariage d'Arnold (1976, photo promotionnelle)

Nobu Atsumi, née le 13 novembre 1934 à Ottawa (Ontario) et morte le 6 avril 2002 à Londrina (Paraná), est une actrice canadienne, connue comme Nobu McCarthy.

## Biographie
Née de parents d'origine japonaise installés au Canada, Nobu Atsumi épouse en 1955 David McCarthy, dont elle adopte le nom à la scène (qu'elle conserve après leur divorce en 1970) ; le couple s'établit alors aux États-Unis, à Los Angeles où la future actrice est repérée.
Elle débute au cinéma dans deux films sortis en 1958, dont Le Kid en kimono de Frank Tashlin (avec Jerry Lewis et Marie McDonald). Suivent douze autres films américains (ou en coproduction) disséminés jusqu'en 1999, notamment Anna et les Maoris de Charles Walters (1961, avec Shirley MacLaine et Laurence Harvey), Karaté Kid : Le Moment de vérité 2 de John G. Avildsen (1984, avec Ralph Macchio et Pat Morita) et Fenêtre sur Pacifique de John Schlesinger (1990, avec Melanie Griffith et Matthew Modine).
Nobu McCarthy meurt au Brésil à 67 ans en 2002, d'une rupture d'anévrisme de l'aorte, pendant le tournage de son dernier film (brésilien), Gaijin – Ama-me Como Sou (en) de Tizuka Yamasaki (en) (avec Tamlyn Tomita et Jorge Perugorría), sorti trois ans plus tard, en 2005.
À la télévision américaine, outre deux téléfilms (1970-1976), elle contribue à quarante-deux séries entre 1958 et 2006 (diffusion quatre ans après sa mort), dont Aventures dans les îles (deux épisodes, 1959-1960), Les Mystères de l'Ouest (un épisode, 1966), Le Magicien (un épisode, 1974) et Magnum (un épisode, 1987).
Par ailleurs, Nobu McCarthy intègre en 1971 la troupe du théâtre East West Players (en) basé à Los Angeles, où elle joue à plusieurs reprises ; de plus, elle y remplace l'acteur Mako en 1989 à la direction artistique, qu'elle conserve jusqu'en 1993.

## Filmographie partielle

### Cinéma
- 1958 : Flammes sur l'Asie (The Hunters) de Dick Powell : une employée japonaise
- 1958 : Le Kid en kimono (The Geisha Boy) de Frank Tashlin : Kimi Sikita
- 1960 : L'Île des Sans-soucis (Wake Me When It's Over) de Mervyn LeRoy : Ume Tanaka
- 1960 : Walk Like a Dragon de James Clavell : Kim Sung
- 1960 : Anna et les Maoris (Two Loves) de Charles Walters : Whareparita
- 1963 : Une certaine rencontre (Love with the Proper Stranger) de Robert Mulligan : Yuki
- 1984 : Karaté Kid : Le Moment de vérité 2 (The Karate Kid, Part II) de John G. Avildsen : Yukie
- 1990 : Fenêtre sur Pacifique (Pacific Heights) de John Schlesinger : Mira Watanabe

### Télévision
(séries, sauf mention contraire)
- 1959 : Playhouse 90, saison 3, épisode 22 Made in Japan : Song Mayonaka
- 1959 : Remous (Sea Hunt), saison 2, épisode 33 Proof of Guilt : Sandra « Sandy » Chung
- 1959 : Johnny Staccato, saison unique, épisode 4 La Boutique des quatre vents (The Shop of the Four Winds) de Boris Sagal : la chanteuse Fumiko
- 1959-1961 : Aventures dans les îles (Adventures in Paradise)
  - Saison 1, épisode 12 Le Taïkun (Somewhere South of Suva, 1959) de Gerald Mayer : Kathy Porter
  - Saison 2, épisode 23 La Cloche sacrée (The Wonderful Nightingale, 1961) de Tom Gries : Otome Kojima
- 1959-1965 : Perry Mason
  - Saison 3, épisode 4 The Case of the Blushing Pearls (1959) de Richard Whorf : Mitsou Kamuri
  - Saison 8, épisode 29 The Case of the Wrongful Writ (1965) de Richard Kinon : Sally Choshi
- 1961 : Laramie, saison 3, épisode 1 Dragon at the Door : Haru
- 1961-1962 : Ombres sur le soleil (Follow the Sun), saison unique, épisode 8 The Longest Crap Game in History (1961 : Polly Johnson) de Felix E. Feist et épisode 20 Sergeant Kolchak Fades Away (1962 : Tamiko) de Jacques Tourneur
- 1962 : Échec et mat (Checkmate), saison 2, épisode 27 In a Foreign Quarter de Robert Ellis Miller : Helen Low
- 1962 : La Grande Caravane (Wagon Train), saison 6, épisode 5 The John Augustus Story : Mayleen
- 1965 : Monsieur Ed, le cheval qui parle (Mister Ed), saison 6, épisode 3 Coldfinger d'Arthur Lubin et épisode 4 Spies Strike Back d'Arthur Lubin : Mai Ling
- 1966 : Les Mystères de l'Ouest (The Wild Wild West), saison 1, épisode 28 La Nuit de la peste subite (The Night of the Sudde Plague) d'Irving J. Moore : Anna Kirby
- 1966 : Tarzan, saison 1, épisode 11 Village en feu (Village of Fire) : Dr Haru
- 1967 : Des agents très spéciaux (The Man from U.N.C.L.E.), saison 4, épisode 7 Le Jeu de la vie (The THRUSH Roulette Affair) : Monica Hyodo
- 1968 : Batman, saison 3, épisode 18 Le Retour de Louie le Lila (Louie's Lethal Lilac Time) : Lotus
- 1968 : Brigage criminelle (Felony Squad), saison 3, épisode 10 Hostage de Gerd Oswald : Irene Namura
- 1969 : Opération vol (It Takes a Thief), saison 2, épisode 26 Made in Japan : Kim
- 1972 : Anna et le Roi (Anna and the King), saison unique, épisode 10 La Fiancée de Louis (Louis' Love) de Gerald Mayer : Fen-Ling
- 1973 : Kung Fu, saison 2, épisode 2 L'Assassin (The Assassin) de Richard Lang : Mme Swan
- 1974 : Le Magicien (The Magician), saison unique, épisode 17 Le Dragon perdu (The Illusion of the Lost Dragon) d'Alexander Singer : Mme Ti
- 1976 : Happy Days, saison 3, épisode 23 Le Mariage d'Arnold (Arnold's Wedding) : Momo
- 1976 : Farewell to Manzana de John Korty (téléfilm) : Misa / Jeanne Wakatsuki
- 1976 : Barney Miller, saison 3, épisode 10 Christmas Story de Bruce Bilson : Dorothy Murakami
- 1978 : Hawaï police d'État (Hawaii Five-0), saison 10, épisode 21 Coup de froid (Frozen Assets) de Reza Badiyi : Wini Omella
- 1979 : Quincy (Quincy, M.E.), saison 5, épisode 6 Sweet Land of Liberty de Robert Loggia : Lee Yomoshira
- 1980-1982 : La croisière s'amuse (The Love Boat)
  - Saison 4, épisode 4 Target Gopher/The Major's Wife/Strange Honeymoon/The Oilman Cometh (1980) : Nara Latham
  - Saison 7, épisodes 1 et 2 Croisière au pays du soleil levant, 1re et 2e parties (China Cruise: The Pledge/East Meets West/Dear Roberta/My Two Dumplings, Parts I & II, 1982) de Robert Scheerer : Dr Chen
- 1982 : Arnold et Willy (Diff'rent Strokes), saison 4, épisode 10 Quelle classe ! (Hello Daddy) : Hi-Sook Chun
- 1986 : Hooker (T.J. Hooker), saison 5, épisodes 16 et 17 Fréquence risque, 1re et 2e parties (Blood Sport, Parts I & II) de Vincent McEveety : Mme McAllister
- 1987 : Magnum, saison 8, épisode 4 L'Étoffe d'un champion (Tigers Fan) : Barbara Ikeda
- 1990 : China Beach, saison 3, épisode 12 Un meurtre sans importance (Nightfall) de Christopher Leitch : Mme Lai

## Distinction
- 1989 : Nomination à l'Independent Spirit Award de la meilleure actrice, pour The Wash.